# Île Egg
L'île Egg est une île canadienne située dans le comté de Northumberland, à l'est du Nouveau-Brunswick. Elle est située dans la rivière Miramichi. L'île a une superficie d'environ 0,2 kilomètre carré. Elle est constituée principalement de marais et de dunes. L'île est située face à Black River-Hardwicke mais est comprise dans le territoire de la paroisse d'Harwicke.